# 邱盛炯
邱盛炯（1985年9月1日—），上海人，籍贯江苏宿迁泗阳，是中国足球守门员，2003年起效力于上海申花，2018年12月20日于个人微博宣布离队。邱盛炯体格健壮，体重达90公斤。他扑救点球的能力较为出名，曾是上海队第十届全运会的主力门将，2006年进入申花一线名单。
2007年联赛开始时还只是申花四个门将之一的他，之后在与著名新秀王大雷的主力门将竞争中一度占得上风，次年更是成为了中国国奥队的主力门将，崛起速度惊人。